# Billecul
Billecul település Franciaországban, Jura megyében. Lakosainak száma 56 fő (2022. január 1.). Billecul Rix, Arsure-Arsurette, La Favière, Fraroz és Gillois községekkel határos.

## Népesség
A település népességének változása:
| Lakosok száma | 64   | 61   | 44   | 30   | 39   | 42   | 47   | 47   | 47   | 56   |
|               | 1968 | 1982 | 1990 | 2006 | 2013 | 2015 | 2017 | 2019 | 2020 | 2022 |